# Andreas Scherer (Theologe)
Andreas Scherer (* 27. Februar 1967) ist ein deutscher evangelischer Theologe.

## Leben
Er studierte von 1987 bis 1994 evangelischen Theologie in Münster, Heidelberg, Tübingen und Bochum. Von 1994 bis 2007 war er in verschiedenen Positionen an der Evangelisch-Theologischen Fakultät der Ruhr-Universität Bochum tätig, wo er 1998 die Promotion im Fach Altes Testament und 2004 die Habilitation erwarb. Seit 2007 ist er Hebräisch-Dozent am Institut für Altes Testament an der Universität Hamburg.
Seine Forschungsschwerpunkte sind Hebräische Sprache und Altes Testament, Weisheitsliteratur (besonders Proverbia und Hiob), Poesie, deuteronomistisches Geschichtswerk (besonders das Buch der Richter), Prophetie und Religionsgeschichte Israels.

## Publikationen (Auswahl)
- Das weise Wort und seine Wirkung. Eine Untersuchung zur Komposition und Redaktion von Proverbia 10,1-22,16 (= Wissenschaftliche Monographien zum Alten und Neuen Testament, Band 83). Neukirchener Verl., Neukirchen-Vluyn 1999, ISBN 3-7887-1718-1 (zugleich Dissertation, Bochum 1998).
- als Herausgeber mit Winfried Thiel und Peter Mommer: Henning Graf Reventlow. Die Eigenart des Jahweglaubens. Beiträge zur Theologie und Religionsgeschichte des Alten Testaments (= Biblisch-theologische Studien, Band 66). Neukirchener Verl., Neukirchen-Vluyn 2004, ISBN 3-7887-2068-9.
- als Herausgeber mit Simone Pottmann und Peter Mommer: Gedeutete Geschichte. Studien zur Geschichte Israels und ihrer theologischen Interpretation im Alten Testament (= Biblisch-theologische Studien, Band 71). Neukirchener Verl., Neukirchen-Vluyn 2005, ISBN 3-7887-2089-1.
- Überlieferungen von Religion und Krieg. Exegetische und religionsgeschichtliche Untersuchungen zu Richter 3-8 und verwandten Texten (= Wissenschaftliche Monographien zum Alten und Neuen Testament, Band 105). Neukirchener Verl., Neukirchen-Vluyn 2005, ISBN 3-7887-2067-0 (zugleich Habilitationsschrift, Bochum 2004).
- Lästiger Trost. Ein Gang durch die Eliphas-Reden im Hiobbuch (= Biblisch-Theologische Studien, Band 98). Neukirchener Verl., Neukirchen-Vluyn 2008, ISBN 3-7887-2333-5.